# نایکی (اسطوره‌شناسی)
در اسطوره‌شناسی یونانی، نایکی (‎i‎/ˈnaɪki/‎; یونانی باستان: Νίκη)  ایزدبانویی است که پیروزی را در هر زمینه‌ای از جمله هنر، موسیقی، جنگ و دو و میدانی نشان می‌دهد. او اغلب در هنر یونانی به‌ شکل پیروزی بالدار در حال پرواز به تصویر کشیده می‌شود؛ با این حال، زمانی که او به‌عنوان ویژگی خدایی دیگری مانند آتنا به تصویر کشیده می‌شود می‌تواند بدون بال نیز به عنوان «پیروزی بدون بال» ظاهر شود.
در ادبیات یونانی نایکی به عنوان ویژگی و خدمتگزار خدایان زئوس و آتنا توصیف می‌شود. نایکی این وظیفه‌ی افتخاری را در کنار زئوس در طی جنگ تیتان‌ها به دست آورد، جایی که او یکی از اولین خدایانی بود که با زئوس بیعت بست. در آتن، نایکی با توجه به موقعیت برجسته آتنا در شهر، خدمتکار و همچنین ویژگی او شد. آمیختگی این دو الهه در آتن به ابهام پیرامون منشأ نایکی کمک کرده است. مشخص نیست که آیا او از ویژگی شخصیتی ایزدبانوی یونانی آتنا سرچشمه گرفته است یا همیشه به عنوان یک خدای مستقل وجود داشته است. داستان منشا او در اسطوره‌شناسی یونانی نیز کمی مبهم است، با اینکه تئوگونیا ادعا می‌کند که نایکی دختر استیکس و پالاس است سرودهای هومری، آرس، خدای جنگ را به عنوان پدر نایکی توصیف می‌کند.
معادل رومی او ایزدبانو ویکتوریا است.

## ریشه‌شناسی
در حالی که کلمه یونانی (νίκη) نایکی از لحاظ ریشه‌شناسی نامشخص است، رابرت اس. پی. بیکس، منشا پیشایونانی را پیشنهاد کرده است. با این حال حدس هم زده می‌شود که از کلمه پروتو-هندواروپایی نیک به معنای حمله کردن یا «شروع شدید» گرفته شده است. اگر این درست باشد، این کلمه با یونانی باستان νεῖκος (neîkos، "نزاع") و لیتوانیایی ap-ni̇̀kti ("حمله کردن") همزاد می شود.

## منشا نایکی
نایکی و آتنا هر دو با پیروزی مرتبط هستند، که منجر به مناقشه بر سر منشا نایکی شده است. طبق مقاله‌ای از هریسون (همان‌طور که در سایکز، ۱۸۹۵ نقل شده است)، نایکی زمانی یکی از وجوه الهه یونانی آتنا بود که از Boulaia (پارلمان خوب)، Ergane (ارگان ماهر) و Nike (پیروزی) تشکیل شده بود. بر اساس این نظریه، نایکی در نهایت از آتنا جدا شد تا شخصیت متمایز خود را شکل دهد. ژان بودریار، در مقاله ای دیگر (همان‌طور که در سایکز، ۱۹۸۵ ذکر شد)، دیدگاه مشابهی دارد که نایکی زمانی بخشی از آتنا بوده و در حدود قرن پنجم از او جدا شده است. با این حال، او معتقد است که شخصیت آتنا-نایکی در کنار شخصیت متمایز نایکی به حیات خود ادامه داد. بر طبق سایکز، نایکی به عنوان یک خدای مستقل از آتنا وجود داشت زیرا نایکی نشان دهنده پیروزی در رقابت‌های موسیقی، ورزشی و نظامی بود و اقتدار آتنا به پیروزی های کاملاً نظامی محدود می‌شد.

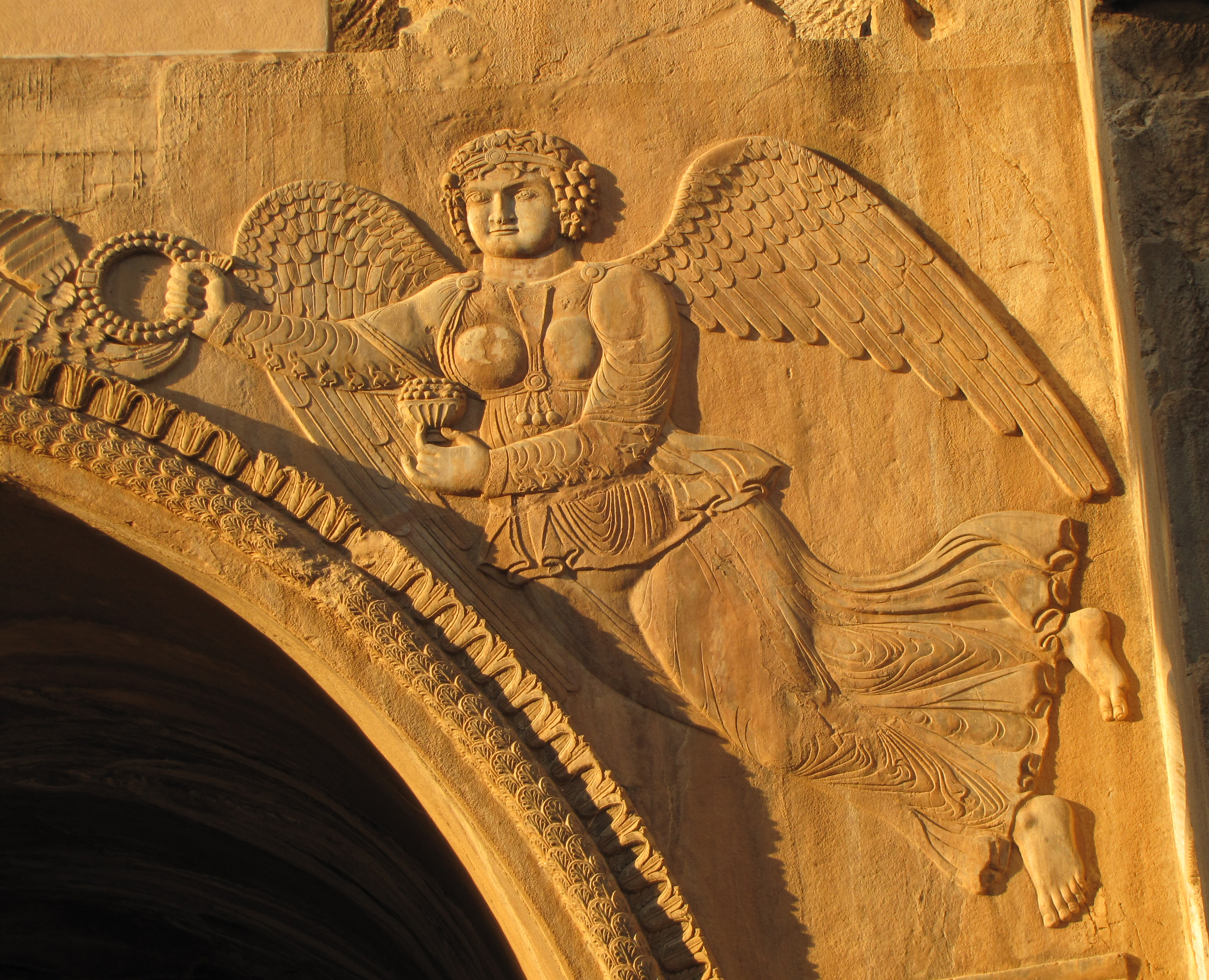
نایکی در طاق بستان، کرمانشاه، ایران